# کندلی هرپی
کُندِله هرپی (به فرانسوی: Condé-lès-Herpy) یک کمون در دپارتمان آردن در شمال فرانسه است.